# Daniel Smith (natation)
Daniel Smith, né le 28 mai 1991 à Baulkham Hills, est un nageur australien, spécialiste de nage libre.

## Biographie
À l'âge de 14 ans, il remporte huit titres nationaux junior.
Mais par la suite, il connaît des problèmes d'addiction avec les drogues et l'alcool et ceci pendant cinq ans. Après onze mois de cure, il revient à la compétition.
Il concourt aux championnats du monde en petit bassin 2014 où il arrive 7e du 200 mètres nage libre et 8e du 400 mètres nage libre.
Aux championnats du monde 2015, il gagne une médaille de bronze sur le relais 4 × 200 m nage libre.
Il se qualifie pour les Jeux olympiques d'été de 2016, où il prend part au relais 4 × 200 m nage libre pour une quatrième place finale.